# Legeriosimilis elegans
Legeriosimilis elegans är en svampart som beskrevs av Strongman, Juan Wang & S.Q. Xu 2010. Legeriosimilis elegans ingår i släktet Legeriosimilis och familjen Legeriomycetaceae.   Inga underarter finns listade i Catalogue of Life.